# Тлахомулько-де-Суньига (муниципалитет)
Тлахому́лько-де-Су́ньига (исп. Tlajomulco de Zúñiga) — муниципалитет в Мексике, в штате Халиско, с административным центром в одноимённом городе. Численность населения, по данным переписи 2020 года, составила 727 750 человек.

## Общие сведения
Название муниципалитета составное: Tlajomulco с языка науатль можно перевести как: земля в уголке — описывая место окружённое холмами, а Zúñiga дано в честь национального героя — генерала Эухенио Суньиги.
Площадь муниципалитета равна 671,4 км², что составляет 0,9 % от общей площади штата, а наиболее высоко расположенное поселение Паломар находится на высоте 1815 метров.
Тлахомулько-де-Суньига граничит с другими муниципалитетами штата Халиско: на севере с Сапопаном и Сан-Педро-Тлакепаке, на северо-востоке с Эль-Сальто, на востоке с Хуанакатланом, на юго-востоке с Истлауакан-де-лос-Мембрильосом, на юге с Хокотепеком, на западе с Акатлан-де-Хуаресом и Талой.
В муниципалитете расположен международный аэропорт имени Мигеля Идальго-и-Кастильи, который обслуживает столицу штата — город Гвадалахару.

## Учреждение и состав
Муниципалитет был образован 27 марта 1824 года как один из 26 департаментов штата Халиско, по данным 2020 года в его состав входит 232 населённых пункта, самые крупные из которых:
| Код INEGI                  | Населённый пункт                                                                                             | Численность населения (2005 год) | Численность населения (2010 год) | Численность населения (2020 год) |
| -------------------------- | --- | -------------------------------- | -------------------------------- | -------------------------------- |
| 097                        | Всего | 220630                           | 416626                           | 727750                           |
| 0822                       | Асьенда-Санта-Фе (исп. Hacienda Santa Fe) 20°31′05″ с. ш. 103°22′50″ з. д.                                   | 28252                            | 86935                            | 139174                           |
| 0025                       | Сан-Агустин (исп. San Agustín) 20°32′53″ с. ш. 103°28′06″ з. д.                                              | 22022                            | 30424                            | 49402                            |
| 0001                       | Тлахомулько-де-Суньига (исп. Tlajomulco de Zúñiga) 20°28′31″ с. ш. 103°26′48″ з. д. (административный центр) | 18479                            | 30273                            | 44103                            |
| 0843                       | Ломас-дель-Сур (исп. Lomas del Sur) 20°29′33″ с. ш. 103°25′03″ з. д.                                         | 1595                             | 19413                            | 37146                            |
| 0035                       | Санта-Крус-дель-Валье (исп. Santa Cruz del Valle) 20°32′51″ с. ш. 103°20′02″ з. д.                           | 21456                            | 26866                            | 30849                            |
| 0032                       | Сан-Себастьян-эль-Гранде (исп. San Sebastián el Grande) 20°31′55″ с. ш. 103°25′51″ з. д.                     | 22999                            | 28138                            | 28770                            |
| 0833                       | Вильяс-де-ла-Асьенда (исп. Villas de la Hacienda) 20°31′52″ с. ш. 103°22′59″ з. д.                           | 5696                             | 11078                            | 28276                            |
| 0874                       | Ла-Нуэва-Эсперанса-2 (исп. La Nueva Esperanza II (Los Cantaros)) 20°30′28″ с. ш. 103°20′13″ з. д.            | —                                | 22                               | 23735                            |
| 0831                       | Реаль-дель-Валье (исп. Real del Valle (El Paraíso)) 20°32′44″ с. ш. 103°22′11″ з. д.                         | 4399                             | 13949                            | 20465                            |
| 0009                       | Эль-Капулин (исп. El Capulín) 20°28′43″ с. ш. 103°16′14″ з. д.                                               | 881                              | 8724                             | 20078                            |
| 0005                       | Кахититлан (исп. Cajititlán) 20°25′49″ с. ш. 103°18′29″ з. д.                                                | 4903                             | 5323                             | 17818                            |
| 0862                       | Колинас-дель-Робле (исп. Colinas del Roble) 20°30′15″ с. ш. 103°23′54″ з. д.                                 | —                                | 5830                             | 17163                            |
| 0424                       | Ла-Тихера (исп. La Tijera) 20°34′54″ с. ш. 103°26′26″ з. д.                                                  | 8298                             | 12425                            | 16176                            |
| 0844                       | Ломас-де-Сан-Агустин (исп. Lomas de San Agustín) 20°31′39″ с. ш. 103°28′04″ з. д.                            | 10569                            | 11836                            | 14616                            |
| 0853                       | Валье-Дорадо-Инн (исп. Valle Dorado Inn) 20°31′28″ с. ш. 103°21′43″ з. д.                                    | 2955                             | 9966                             | 13037                            |
| 0034                       | Санта-Крус-де-лас-Флорес (исп. Santa Cruz de las Flores) 20°28′50″ с. ш. 103°30′10″ з. д.                    | 9377                             | 11204                            | 12233                            |
| 0835                       | Галахия-ла-Нория (исп. Galaxia la Noria) 20°27′26″ с. ш. 103°25′07″ з. д.                                    | 143                              | 5681                             | 11758                            |
| 0115                       | Ла-Аламеда (исп. La Alameda) 20°29′43″ с. ш. 103°14′54″ з. д.                                                | 4106                             | 9013                             | 11394                            |
| 0613                       | Кинта-Хесу (исп. Quinta Jesu (Valle de los Encinos)) 20°29′34″ с. ш. 103°23′40″ з. д.                        | —                                | 2                                | 11182                            |
| 0777                       | Ранчо-Алегре (исп. Rancho Alegre) 20°28′25″ с. ш. 103°15′28″ з. д.                                           | 3097                             | 8441                             | 10883                            |
| —                          | Прочие | 51403                            | 81083                            | 169492                           |
| Названия на карте Генштаба | |                                  |                                  |                                  |

## Природные ресурсы
Муниципалитет располагает следующими ресурсами:
- 7400 гектар леса, преимущественно состоящие из таких видов деревьев как дуб;

- минеральные — месторождения песка, гравия, известняка и гипса.

## Экономическая деятельность
По статистическим данным 2000 года, работоспособное население занято по секторам экономики в следующих пропорциях:
- сельское хозяйство, животноводство и рыбная ловля — 10,7 %;
- промышленность и строительство — 46,8 %;
- торговля, сферы услуг и туризма — 39,3 %;
- безработные — 3,2 %.

## Инфраструктура
По статистическим данным 2020 года, инфраструктура развита следующим образом:
- электрификация: 99,8 %;
- водоснабжение: 98 %;
- водоотведение: 99,8 %.